# Eupithecia cunina
Eupithecia cunina är en fjärilsart som beskrevs av Druce 1893. Eupithecia cunina ingår i släktet Eupithecia och familjen mätare. Inga underarter finns listade i Catalogue of Life.